# 安德洛墨達山
安德洛墨達山（英語：Mount Andromeda），是南極洲的山峰，位於坎德爾默斯群島的坎德爾默斯島，海拔高度550米，在1971年由英國南極名稱諮詢委員命名，該山峰由英國海外領土管轄。